# Thyge de Thygeson
Thyge Georg Carl Frederik de Thygeson (7. april 1806 i Christianssand – 31. marts 1905) var en dansk godsejer og politiker.
Thygeson, der var søn af stiftamtmand Niels Emanuel de Thygeson, blev født 1806 i Christianssand. Ved faderens forflyttelse kom han senere til Christiania og 1814 til Danmark. Som dreng lærte han fortrinsvis latin og jagt og blev dernæst efter nogen tids undervisning i Sorø Skole dimitteret til Akademiet som student 1826; blandt klassekammeraterne var Carl Bagger, hvis Halvor Thyesen i Min Broders Levnet fra 1835 vel har en del til fælles med Thygeson. Efter at have taget Anden Eksamen i Sorø blev han uddannet praktisk i skovbrug og jagt, dog fortrinsvis det sidste, i Nordsjælland. Ved auktionen over Stamhuset Mattrup 1829 købte Tygeson Mattrup og Våbenholm godser, som han dog for største delen solgte 1851. Kort herefter købte han Damgård og Hennebjerg (ved Fredericia), som han til det sidste besad sammen med Ring Skov og et lille pengefideikommis.
Ved forholdenes magt blev Thygeson ført ind på praktisk landbrug, husdyrbrug og skovbrug. Med stor iver kastede han sig over disse virksomheder, deltog med liv i forhandlingerne ved landmandsforsamlinger, blev 1840 jægermester, 1846 hofjægermester og meldte sig ved krigens udbrud 1848 som frivillig. Da Hans Christian Riegels var død, overdrog indenrigsminister D.G. Monrad 1861 det overordnede tilsyn med træplantningen i klitterne til Thygeson, der ikke fandtes mellem de talrige ansøgere. Ved Klitvæsenets omordning i 1867 blev Thygeson udnævnt til klitinspektør. 1864-66 var han folkevalgt medlem af Rigsrådets Landsting, og fra 1868 til sin død var han kongevalgt medlem af Rigsdagens Landsting, hvor han stedse sluttede sig til Højre.
1869 blev han udnævnt til kammerherre, 1871 fik han Kommandørkorset af 2. grad, 1878 af 1. grad, 1896 Fortjenstmedaljen i guld. Som klitinspektør virkede Thygeson med stor kraft for sandflugtens dæmpning, og under hans ledelse blev der indtaget til beplantning, især med bjergfyr, henved 4 kvadratmile i de jyske klitter; til sin høje alder har han arbejdet med ungdommelig fyrighed, stadig optaget af at finde nye planer og arbejdsmåder. Ved sin død som 98-årig var han stadig medlem af tinget og er dermed det ældste medlem af den danske Rigsdag nogensinde.
28. august 1838 ægtede Thygeson Regine Vilhelmine Margrethe Feddersen (22. marts 1817 – 5. december 1875), datter af etatsråd og toldinspektør P.A.H. Feddersen. Han døde 31. marts 1905.